# Nowy cmentarz żydowski w Świnoujściu
Nowy cmentarz żydowski w Świnoujściu – kirkut założony został przy północnym końcu Kurparkstraße (dziś ul. Henryka Sienkiewicza), przy skrzyżowaniu z Gadebuschstraße (dziś ul. Jana Matejki). W późniejszym okresie na nowej nekropolii wybudowano również dom przedpogrzebowy. W czasie Nocy Kryształowej (9/10 listopad 1938 roku) kirkut ten został całkowicie zdemolowany przez hitlerowców, a dom przedpogrzebowy uległ spaleniu. Dziś na miejscu cmentarza znajdują się tereny zielone.